# Konzentrische Sklerose Baló

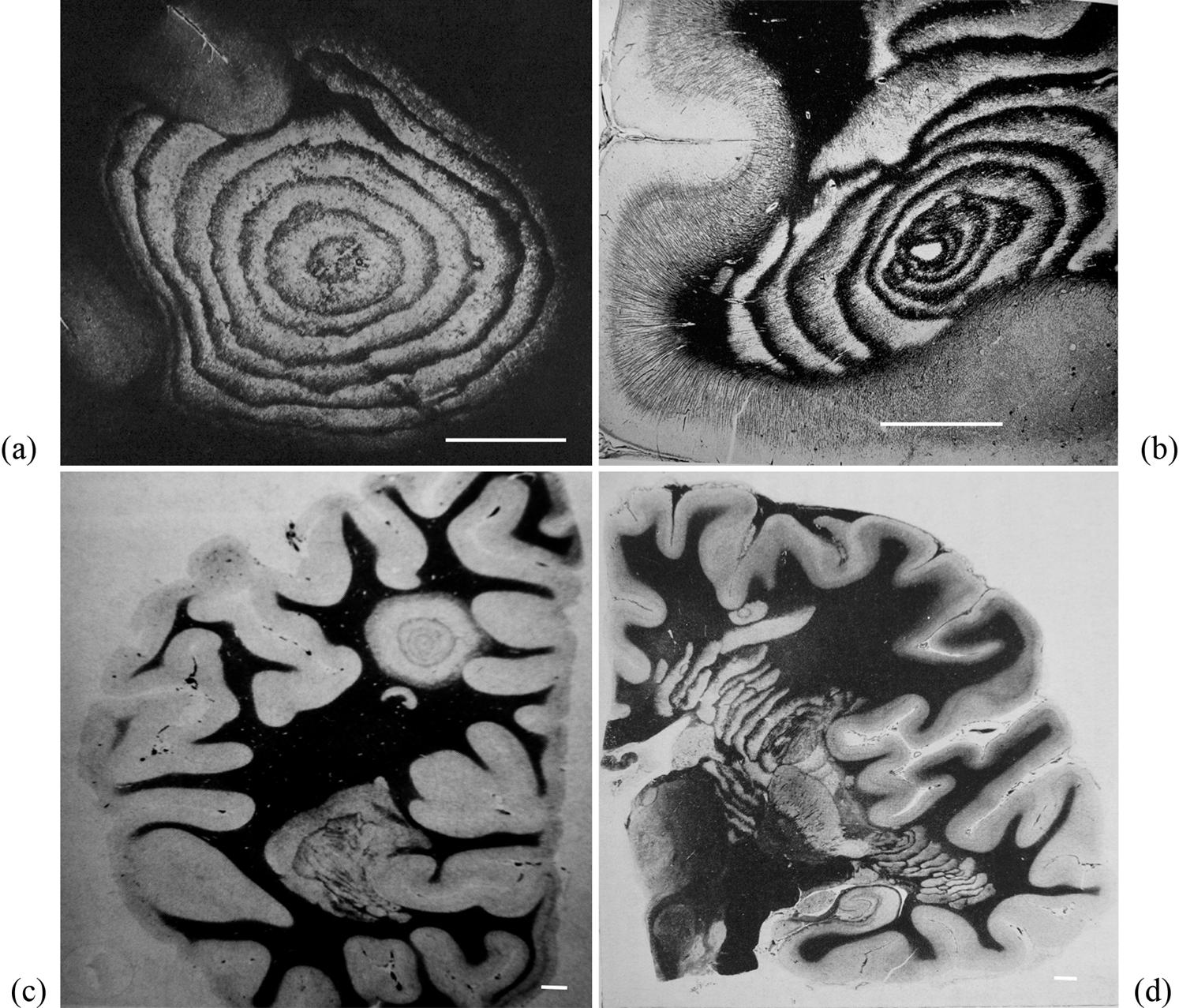
Hirnschnitte bei Konzentrischer Sklerose Balo

Die konzentrischen Sklerose Baló ist eine seltene akut-entzündliche Entmarkungserkrankung des zentralen Nervensystems (ZNS). Sie wird synonym auch als Baló-Krankheit (lat. Morbus Baló), Balós konzentrische Sklerose oder als Encephalitis periaxialis concentrica bezeichnet. Der Name der Erkrankung geht auf die Erstbeschreibung des ungarischen Pathologen József Baló im Jahr 1928 zurück.
Charakteristisch für die Erkrankung sind die Läsionen in der weißen Substanz. Diese sind gekennzeichnet durch ringförmige, wechselnd stärker und weniger stark entmarkte weiße Substanz. Dieser Aufbau der Läsion ergibt in der Bildgebung mittels Magnetresonanztomografie das Bild schießscheibenartiger Läsionen. Anders als bei der klassischen Multiple Sklerose (MS) finden sich bei den meisten Patienten mit konzentrischer Sklerose keine liquorspezifischen oligoklonalen Banden (ca. 34 %; im Vergleich zu >=98 % bei MS).
Die Erkrankung ist durch einen akuten und oft monophasischen Verlauf gekennzeichnet. Die auftretenden Symptome sind abhängig von der betroffenen Hirnregion. Betroffen sind vor allem junge Erwachsene. Vor dem Einsatz der heutigen MRT-Technik konnte die Diagnose nur postmortem durch histologische Untersuchungen gestellt werden; in den damals beschriebenen Fällen kam es meist innerhalb weniger Wochen bis Monate zum Tod. Dank früherer Diagnose anhand der charakteristischen Baló-Läsionen im MRT-Bild wurden im letzten Jahrzehnt häufiger auch Fälle mit milden Verläufen beschrieben und wurde eine frühere Behandlung mit dann oft gutem Outcome möglich.
Wie bei der multiplen Sklerose wird zunächst eine Therapie mit hochdosierten therapeutischen Glucocorticoiden empfohlen. Allerdings ist die Wirksamkeit bei konzentrischer Sklerose weniger gut belegt. Es gibt einzelne Fallbeschreibungen für eine gute Wirksamkeit von Plasmapherese und Immunsuppressiva wie Mitoxantron. In ca. 50 % der Fälle sind im MRT-Bild auch typische Läsionen der Multiplen Sklerose erkennbar. Bei einigen dieser Patienten gleicht der weitere Verlauf einer normalen Multiplen Sklerose und zur Schubprophylaxe werden von einigen Ärzten MS-Medikamente eingesetzt.